# Karl Arnold

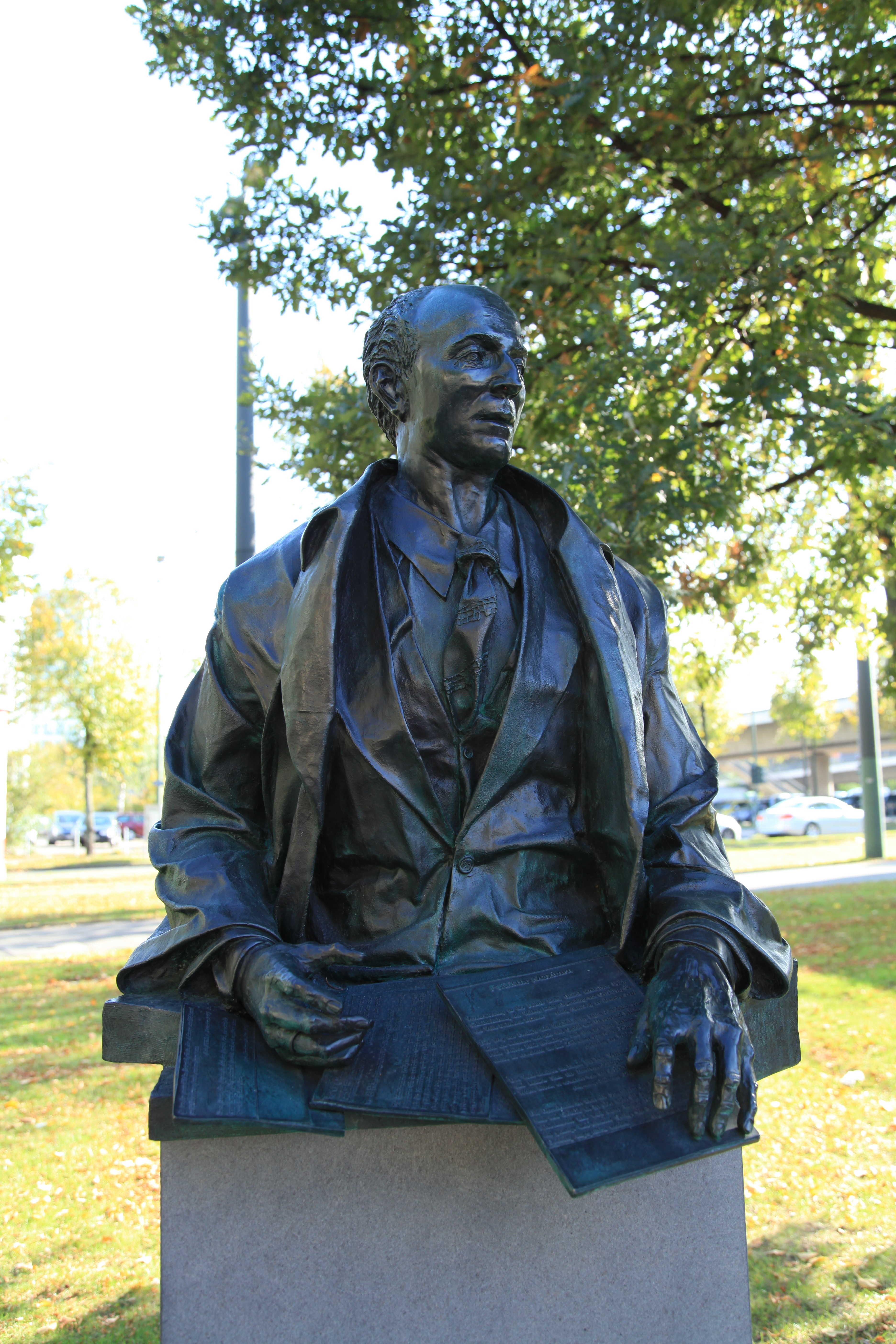
Karl Arnold.

Karl Arnold, född den 21 mars 1901, död den 29 juni 1958, var en tysk politiker. 
Arnold ledare inom fackföreningsrörelsen 1920-33, borgmästare i Düsseldorf 1946-47 och biträdande ministerpresident i Nordrhein-Westfalen 1946-47. Han blev därefter ministepresident i Nordrhein-Westfalen från 1947 till 1956. Han var den förste presidenten i förbundsrådet 1949-50 och som sådan det första statsöverhuvudet i Förbundsrepubliken Tyskland, före valet av president Theodor Heuss, därefter 1:e vicepresident 1950-51.